# 彼得斯維爾 (伊利諾伊州)
彼得斯維爾（英語：Petersville）是位於美國伊利諾伊州默瑟縣的一個非建制地區。該地的面積和人口皆未知。

## 地理
彼得斯維爾的座標為41°16′46″N 90°56′19″W / 41.27944°N 90.93861°W，而該地的平均海拔高度為204米（即669英尺）。